# Большая Синега
Большая Синега — деревня в Великоустюгском районе Вологодской области.
Входит в состав Красавинского сельского поселения, с точки зрения административно-территориального деления — в Красавинский сельсовет.
Расположена к востоку от автодороги А123. Расстояние по ней до районного центра Великого Устюга — 21 км, до центра муниципального образования Васильевского — 1 км. Ближайшие населённые пункты — Васильевское, Боровинка, Скорняково.
По переписи 2002 года население — 45 человек (21 мужчина, 24 женщины). Преобладающая национальность — русские (98 %).
Церковь Успения в Синеге — памятник архитектуры.